# Dennis Riemer
Dennis Riemer (* 23. Februar 1988 in Wolfsburg) ist ein ehemaliger deutscher Fußballspieler.

## Karriere
In seiner Jugend spielte Riemer beim VfL Wolfsburg, 2007 erhielt er für die zweite Mannschaft seinen ersten Vertrag und zählte zu den Stammspielern in der Regionalliga Nord. Zur Saison 2009/10 erhielt Riemer seinen ersten Profivertrag mit Laufzeit bis zum 30. Juni 2012. Zur Saison 2010/11 wechselte er auf Leihbasis zum Drittligisten TuS Koblenz.
Nach einem Jahr in Koblenz löste Riemer seinen noch bis 2012 gültigen Vertrag in Wolfsburg auf und wechselte zur Saison 2011/12 zum Zweitligaabsteiger Arminia Bielefeld. Sein Debüt im Arminen-Trikot gab Riemer am 15. Oktober 2011, als er beim 0:1-Auswärtssieg bei den Kickers Offenbach in der Startaufstellung stand. In seinem vierten Spiel erzielte er sein erstes Tor, als er in der 76. Minute das 3:0 gegen Rot-Weiß Oberhausen erzielte. Mit der Arminia gewann Riemer zweimal den Westfalenpokal und stieg 2013 in die 2. Bundesliga auf.
Aufgrund von Knieproblemen musste er 2014 seine Karriere im Alter von 25 Jahren beenden.

## Erfolge
- Aufstieg in die 2. Bundesliga 2013
- Westfalenpokalsieger 2012, 2013